# Этабеке-Кети
Этабеке-Кети (перс. اتابك كتي‎) — село на севере Ирана, в остане Тегеран. Входит в состав шахрестана Демавенд. Является частью дехестана (сельского округа) Джемабруд бахша Меркези.

## География
Село находится в восточной части остана, к югу от автодороги 79, на расстоянии приблизительно 8 километров (по прямой) к юго-востоку от города Демавенд, административного центра шахрестана. Абсолютная высота — 1905 метров над уровнем моря.

## Население
По данным переписи 2006 года население села составляло 146 человек (78 мужчин и 68 женщин). В Этабеке-Кети насчитывалось 45 домохозяйств. Уровень грамотности населения составлял 71,9 %. Уровень грамотности среди мужчин составлял 76,9 %, среди женщин — 66,2 %.
В 2016 году в селе имелось 32 домохозяйства и проживало 103 человека (60 мужчин и 43 женщины).